# مارتا غوميز
مارتا غوميز (بالإسبانية: Marta Gómez) هي كاتبة غنائية ومغنية كولومبية، ولدت في 11 سبتمبر 1978 في جيراردوت في كولومبيا.

## وصلات خارجية
- الموقع الرسمي
- مارتا غوميز على موقع ميوزك برينز (الإنجليزية)
- مارتا غوميز على موقع أول ميوزيك (الإنجليزية)
- مارتا غوميز على موقع ديسكوغز (الإنجليزية)